# Шутманско језеро
Шутманско језеро (алб. Liqeni i Shutmanskos) је глацијално језеро у Србији на Косову и Метохији. Ово је једно од 27 језера која се налазе на Шар планини, а лежи у близини границе Србије са Републиком Северном Македонијом. Налази се у удубљењу, које је покривено пашњацима, на 2,070 m надморске висине. Дугачко је 160, а широко је око 100 метара. Обим језера износи 457 m, а површина језера је 12.740 m². Дубоко је око 1 метар. У језеро утиче поточић, а вода истиче само при високом водостају.